# Mesiotelus mauritanicus
Espèce
Mesiotelus mauritanicus est une espèce d'araignées aranéomorphes de la famille des Liocranidae.

## Distribution
Cette espèce se rencontre dans le bassin méditerranéen.

## Description
Le mâle holotype mesure 4 mm.

## Publication originale
- Simon, 1909 : Étude sur les arachnides recueillis au Maroc par M. Martinez de la Escalera en 1907. Memorias de la Real Sociedad Española de Historia Natural, sér. 6, vol. 1, p. 1-43 (texte intégral).